# 第四大道／第九街車站
第四大道/第九街車站（英語：Fourth Avenue/Ninth Street station）是一個紐約地鐵車站複合，分別由高架的IND卡爾弗線和地下的BMT第四大道線共用，位於公園坡第九街及第四大道交界，設有以下列車服務：
- F線、G線、R線列車（任何時候停站）
- D線、N線列車（僅深夜停站）
- W線列車（僅繁忙時段停站），部分只限尖峰方向

## 車站結構
| 2F | 側式月台，右側開門 | 側式月台，右側開門 |
| 2F | 北行               | 往牙買加-179街（史密斯-第九街） · 往法庭廣場（史密斯-第九街）                                                                                |
| 2F | 北行快速           | 無定期服務 |
| 2F | 南行快速           | 無定期服務 |
| 2F | 南行               | 往康尼島-斯提威爾大道（第七大道） · 往教堂大道（第七大道）                                                                                   |
| 2F | 側式月台，右側開門 | |
| 1F | 夾層               | 月台下通道 |
| 1F | 夾層               | 出入口、閘機、車站詢問處、MetroCard自動售票機                                                                                                |
| G  | 街道層             | 出入口 |
| B1 | 東夾層             | 北行列車閘機區、MetroCard自動售票機 |
| B1 | 側式月台，右側開門 | |
| B1 | 北行               | 除深夜外往森林小丘-71大道、深夜時往白廳街-南碼頭（聯合街） · 往205街、 深夜時往迪特馬斯林蔭路（聯合街） · 繁忙時段往迪特馬斯林蔭路（聯合街） |
| B1 | 北行快速           | 不停靠（除深夜外） |
| B1 | 南行快速           | 不停靠（除深夜外） |
| B1 | 南行               | 往灣脊區-95街（展望大道） · 深夜時往康尼島-斯提威爾大道（展望大道） · 繁忙時段往86街-格雷夫森德（展望大道）                                  |
| B1 | 側式月台，右側開門 | |
| B1 | 西夾層             | 南行列車閘機區、MetroCard自動售票機 |

### 出口
| 出口位置                           | 出口類型 | 出口數量 | 服務月台                       |
| ---------------------------------- | -------- | -------- | ------------------------------ |
| 第四大道西側，介乎第9街及第10街    | 樓梯     | 1        | 第四大道線南行兩個卡爾弗線月台 |
| 第四大道東側，介乎第9街及第10街    | 樓梯     | 1        | 第四大道線北行兩個卡爾弗線月台 |
| 第四大道及第9街西北角              | 樓梯     | 1        | 第四大道線南行                 |
| 第四大道及第9街東北角              | 樓梯     | 1        | 第四大道線北行                 |
| 第四大道及第10街西北角（在高架橋） | 樓梯     | 1        | 第四大道線南行兩個卡爾弗線月台 |

此站設有五個出入口。第9街和第10街之間的第四大道兩側都設有一個入口進入玄關。同時第10街北側第四大道西側也設有入口，通向BMT第四大道線南行和兩個IND卡爾弗線月台。其餘兩個分別位於第四大道和第9街西北和東北角，都前往BMT第四大道線月台。

## IND卡爾弗線月台
第四大道車站在1933年10月7日啟用，是IND卡爾弗線的一個慢車地鐵站，設有兩個側式月台和四條軌道。中央快車軌道不營運。
月台為IND通常的長度660英呎，寬16英呎。
此站的閘機區位於月台和軌道下方的街道層，建於高架橋混凝土結構內。各月台近東端都設有兩條樓梯下降至陽台，再三段樓梯下降至轉棍閘機區。閘外設有一個票務處和兩對出入門，其中一個直接位於高架橋下方、第四大道西側；另一個位於第十街北側。兩個入口都設有原初IND「地鐵」（SUBWAY）字樣的指示燈牌，而夾層也有馬賽克指示瓷磚顯示「往康尼島」以及「往曼哈頓」。
閘機區在BMT第四大道線第九街車站的灣脊區方向月台最南端有一條下降樓梯。各月台最東端都有一條樓梯下降至現時已廢棄的出入口，前往第四大道東側、高架橋下方的地面。另一條樓梯在第九街車站的曼哈頓方向下降。樓梯和夾層都有綠色瓷磚。
車站以西是一段較短的折返支線，只可在此站進入。其餘軌道上坡前往史密斯-第九街時，它在兩條快車軌道之間維持平面。軌道在卡爾弗高架橋2007至2013年翻新期間拆除。車站以東，路線進入隧道前往第七大道。該車站位於地底，但受公園坡的地勢影響，其高度比此高架車站還高。
2007年，大都會運輸署宣佈了卡爾弗高架橋的三年翻新計劃。工程範圍包括卡爾洛街車站以南至迪特馬斯大道車站以北。第四大道和史密斯-第9街車站的重建工程在2013年4月完工。連同高架橋的計劃，MTA將關閉了40年的車站東站房重啟。
2009年以前，G線列車以一個站以北的史密斯-第九街車站為總站。南行總站列車利用第四大道以西的轉轍器進入南行快車軌道。在南行快車軌道儲車後，G線列車會再使用轉轍器進入北行慢車軌道，開始前往皇后區。2009年高架橋開始重建工程以及G線永久延長至教堂大道以後，這些轉轍器已經停止服務。

### 圖片

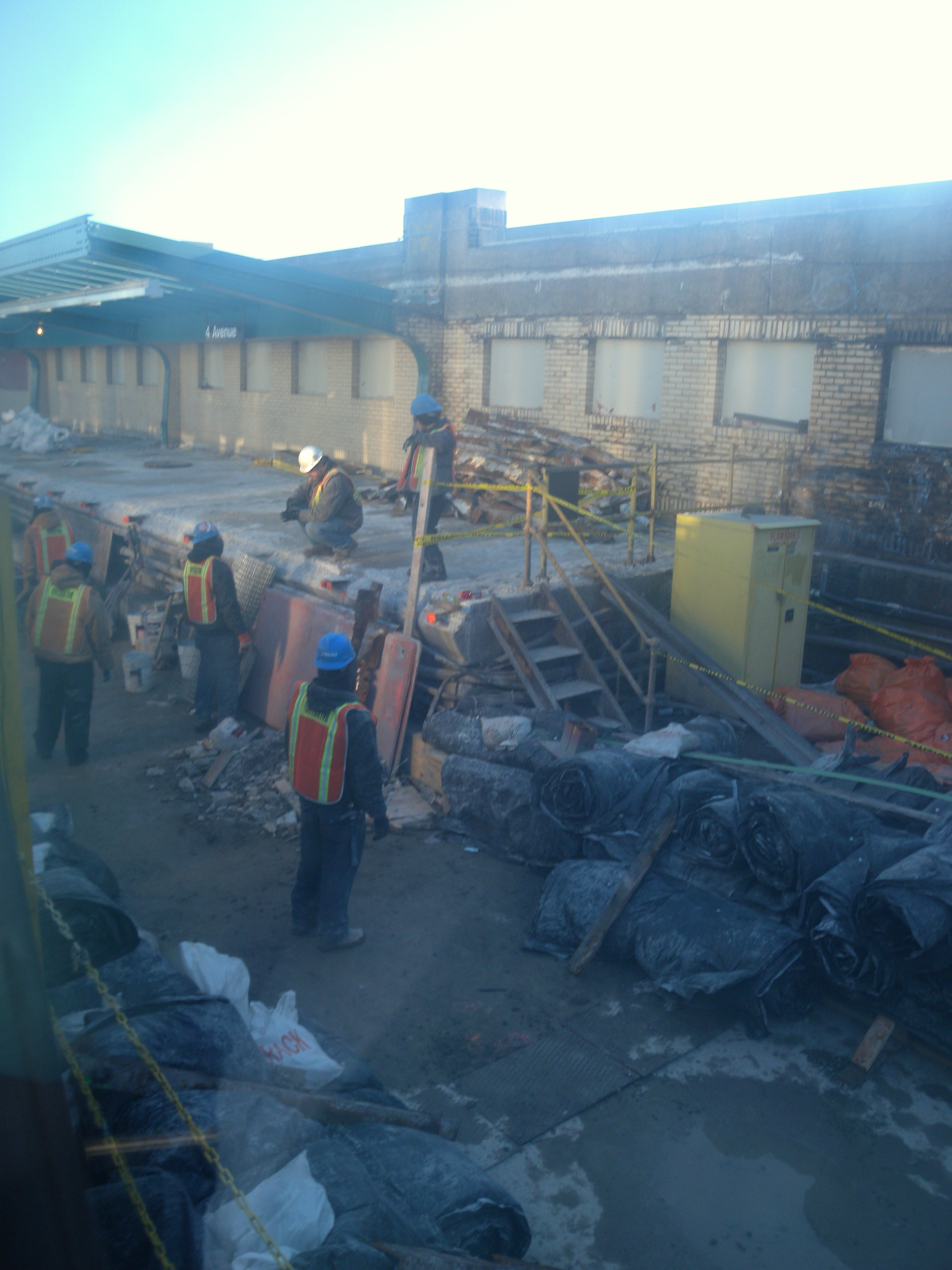
工程期間拆除了舊月台
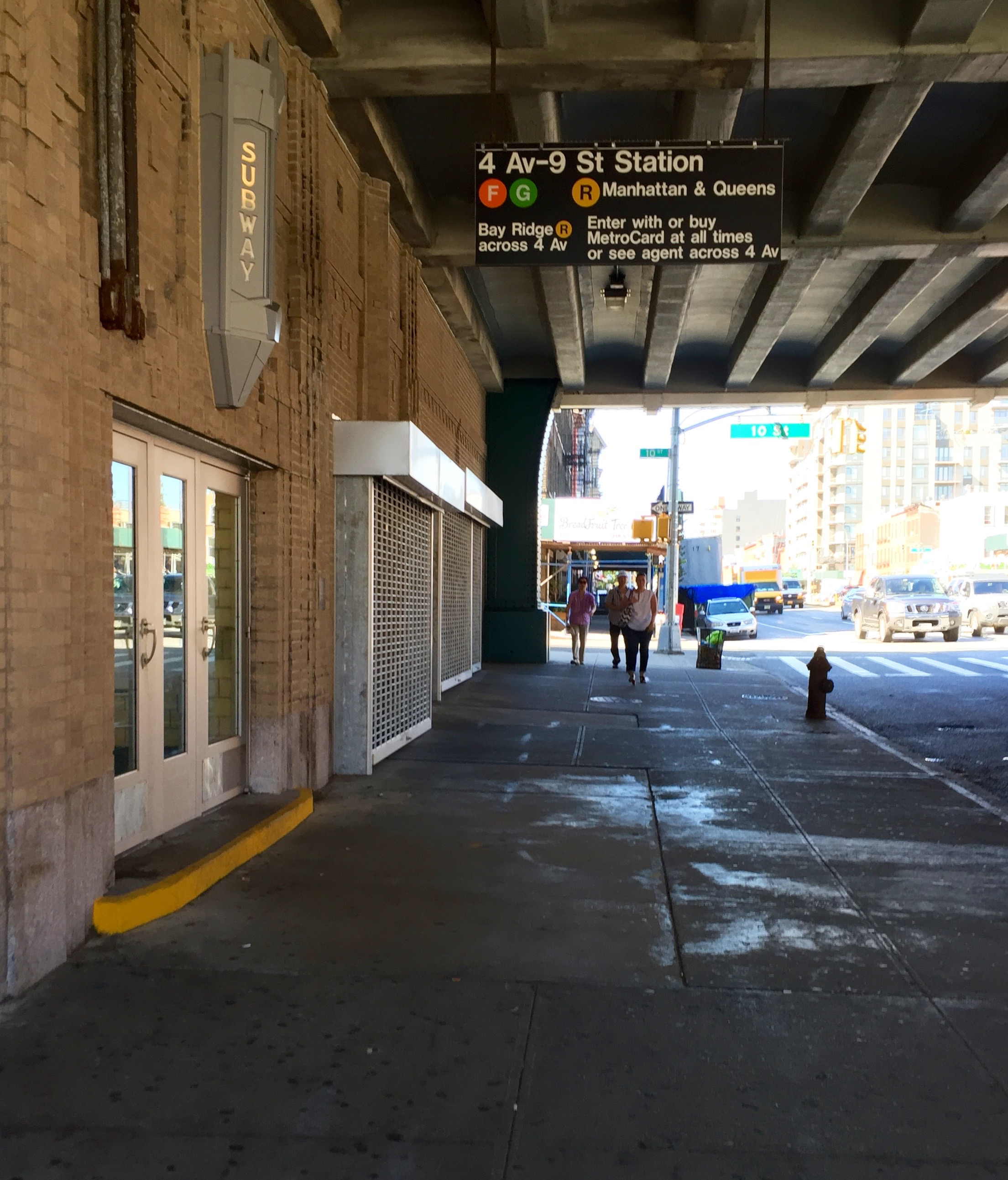
兩個IND卡爾弗線月台橋樑下方入口其中之一
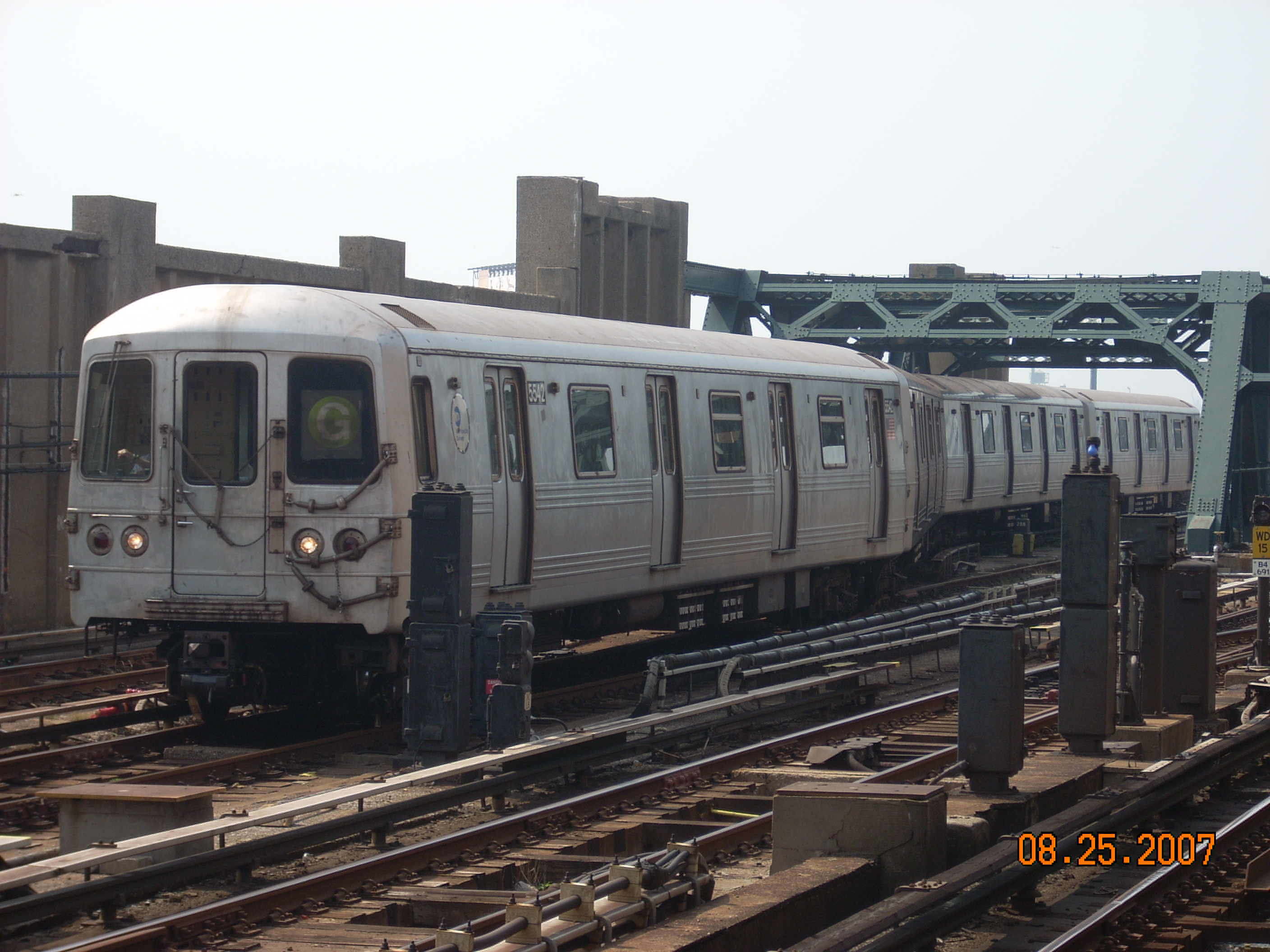
2009年7月G線列車仍以史密斯-第九街車站為總站時，R46型（英语：R46 (New York City Subway car)）G線列車在第四大道轉換軌道
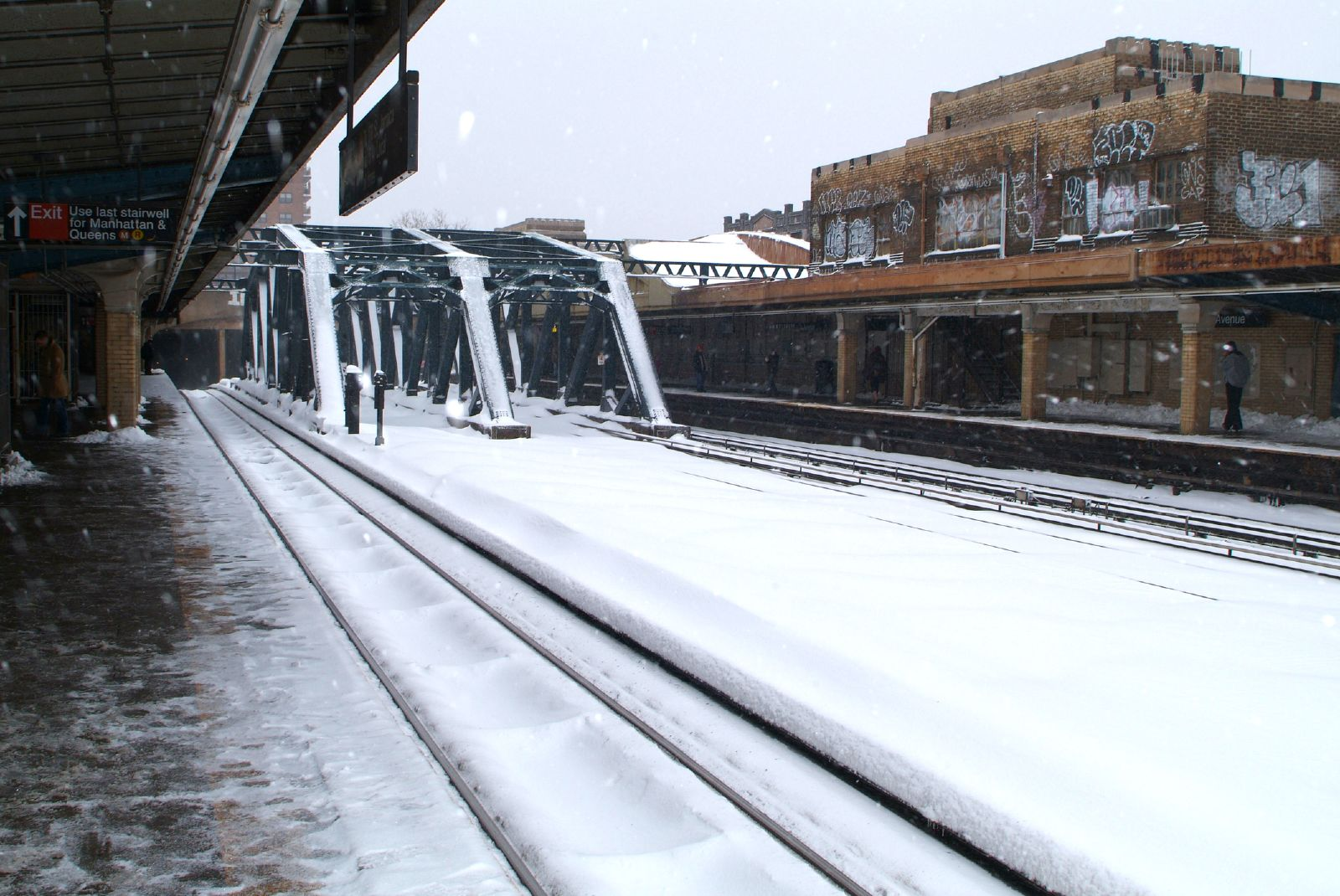
冬季車站

## BMT第四大道線月台
第九街車站位於BMT第四大道線上，1915年6月22日開放，是一個慢車地鐵站，設有兩個側式月台和四條軌道。
每月台中間有一個同層閘機區。位於曼哈頓方向月台設有一個轉棍閘機區、票務處以及一條通往第九街及第四大道東北角的樓梯。位於灣脊區月台無職員駐守，設有一個全高式閘機、一個只限離開閘機、一排四部低身閘機，以及一條通往第九街及第四大道西北角的樓梯。
灣脊區方向月台在最南端設有一條樓梯，上行前往IND卡爾弗線第四大道車站的閘機區。曼哈頓方向月台同一位置都設有一條樓梯，上行前往現已關閉的IND車站出入口，兩條樓梯都可上行至各IND月台。

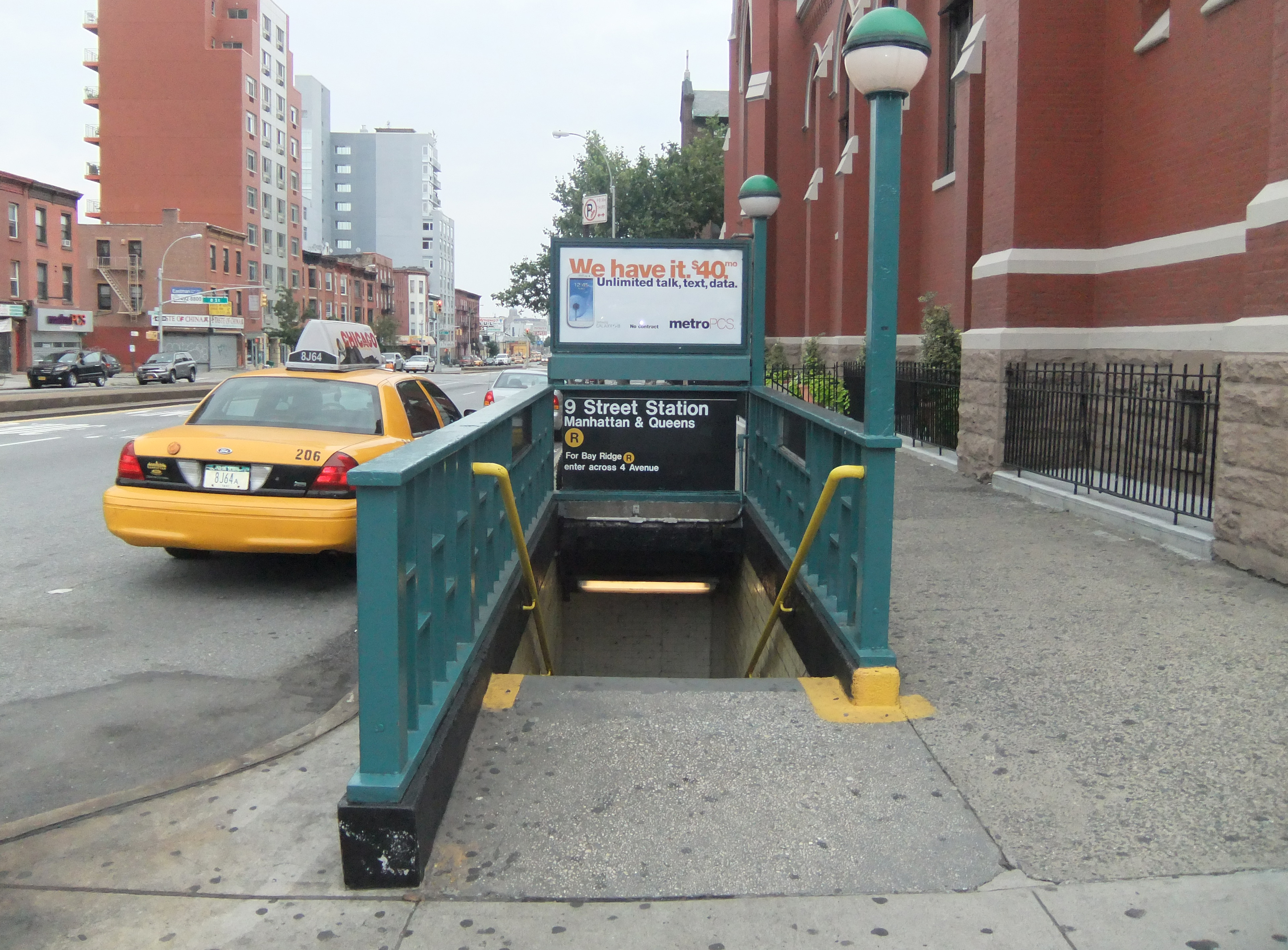
聖家教堂旁邊的東北樓梯

## 外部連結
- nycsubway.org—IND跨城線: 第四大道
- nycsubway.org—BMT第四大道線: 第9街
- Station Reporter — 第四大道/第九街複合
- The Subway Nut — 第九街（M、R）圖片
- The Subway Nut — 第四大道（F、G）圖片
- Google地圖街景第九街入口
- Google地圖街景高架橋下方第四大道西入口
- Google地圖街景高架橋下方第四大道東入口
- Google地圖街景第十街其他入口
- Google地圖街景IND月台
- Google地圖街景BMT月台